# Монтрё
Монтрё (фр. Montreux) — город на западе Швейцарии, во франкоязычном кантоне Во. Курортный город на так называемой Швейцарской Ривьере со множеством отелей. Знаменит своим джазовым фестивалем, который проводится с 1967 года и проходит каждый год в начале июля.

## География
Монтрё расположен на берегу Женевского озера, между Лозанной и Вильнёвом, в центре традиционного винодельческого региона. Климат мягкий, в силу близкого расположения Женевского озера с одной стороны и Альп с другой.

## История

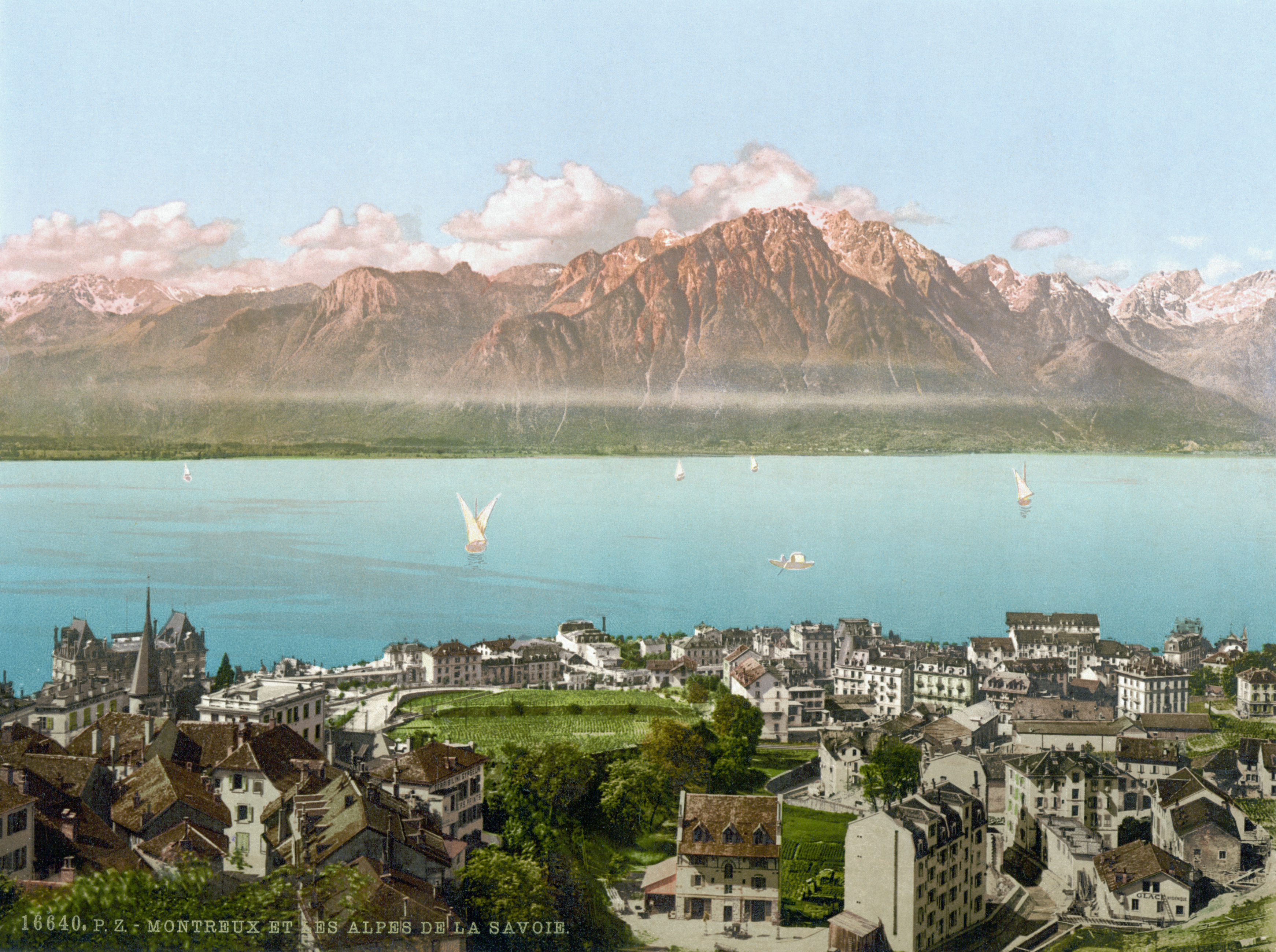
Открытка с видом на Шабле, ок. 1900

Монтрё был небольшим посёлком рыбаков и виноделов. С XIX века Монтрё становится одним из первых курортных мест Европы. Аристократы многих стран Европы приезжали в Монтрё для прохождения популярного в те времена курса лечения, называемого «виноградным».
В 1904 году в Монтрё был открыт люкс отель «Монтрё-Палас», который до сих пор остаётся одним из самых популярных отелей Швейцарской ривьеры.
В Монтрё 22 июня — 21 июля 1936 года проходила Конференция о режиме Черноморских проливов с участием СССР, Турции, Великобритании, Франции, Болгарии, Румынии, Греции, Югославии, Австралии и Японии, на которой была принята Конвенция Монтрё 1936 г.
Группа Deep Purple в своей знаменитой песне «Smoke on the Water» запечатлела события 4 декабря 1971, когда во время концерта Фрэнка Заппы один из фанатов выстрелил из ракетницы в потолок казино «Монтрё», где проходил концерт, и спровоцировал пожар, уничтоживший здание казино. Название песни — «Дым над водой» — передаёт картину, которую участники группы увидели из окна своего отеля, когда дым от пожара стелился над Женевским озером.

## Спорт
Начиная с 1984 года в начале июня в Монтрё проводится женский волейбольный турнир Волей Мастерс с участием ведущих сборных команд всего мира. Турнир официально признается Международной федерацией волейбола, расположенной в соседней Лозанне.

## Люди
Родился Эжен Рамбер, швейцарский писатель, поэт, литературный критик.
Владимир Набоков с 1960 года до своей смерти в 1977 году проживал со своей женой Верой в Монтрё (с 1964 года они арендуют номер отеля Монтрё-Палас фр. Montreux Palace). Он похоронен рядом с Монтрё на кладбище городка Кларанс (фр. Clarens). После его смерти Вера Набокова передала принадлежавшую Набокову коллекцию бабочек в Зоологический музей Лозаннского университета.
Пётр Ильич Чайковский, Лев Толстой и Игорь Стравинский в своё время отдыхали и жили в Монтрё. В честь Стравинского назван концертный зал в Монтрё.
В Монтрё умер румынский путешественник  Базил Ассан, первый из румын, совершивший кругосветное путешествие.
Студия звукозаписи Mountain Studios, располагавшаяся в здании Казино, с 1979 по 1993 принадлежала группе Queen. В этой студии были записаны Jazz, Hot Space, A Kind of Magic, The Miracle, Innuendo, Made in Heaven, а также некоторые альбомы AC/DC, Дэвида Боуи, Игги Попа, Криса Ри, Rolling Stones, Yes и сольные проекты бывших участников Queen.

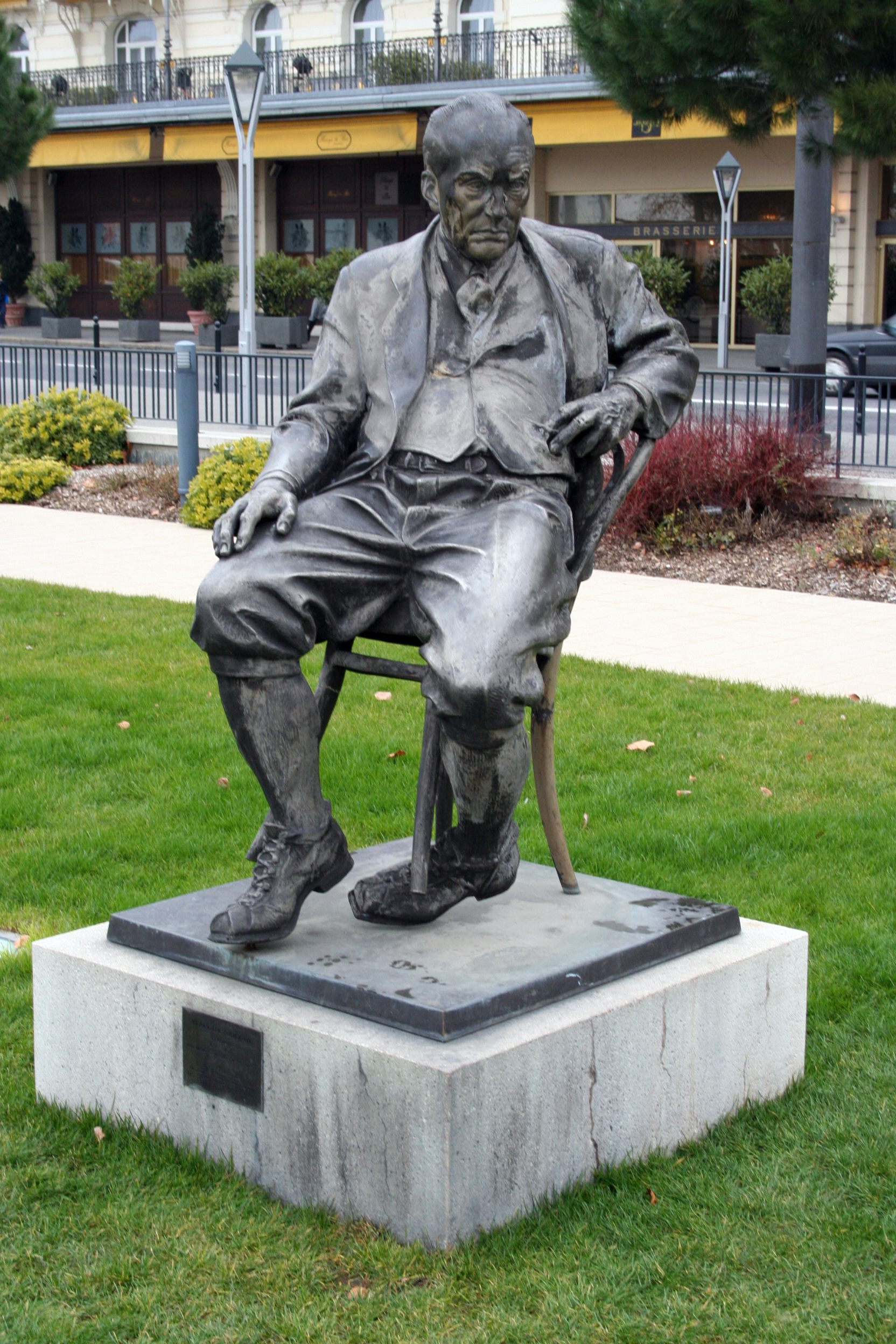
Памятник Владимиру Набокову в Монтрё.
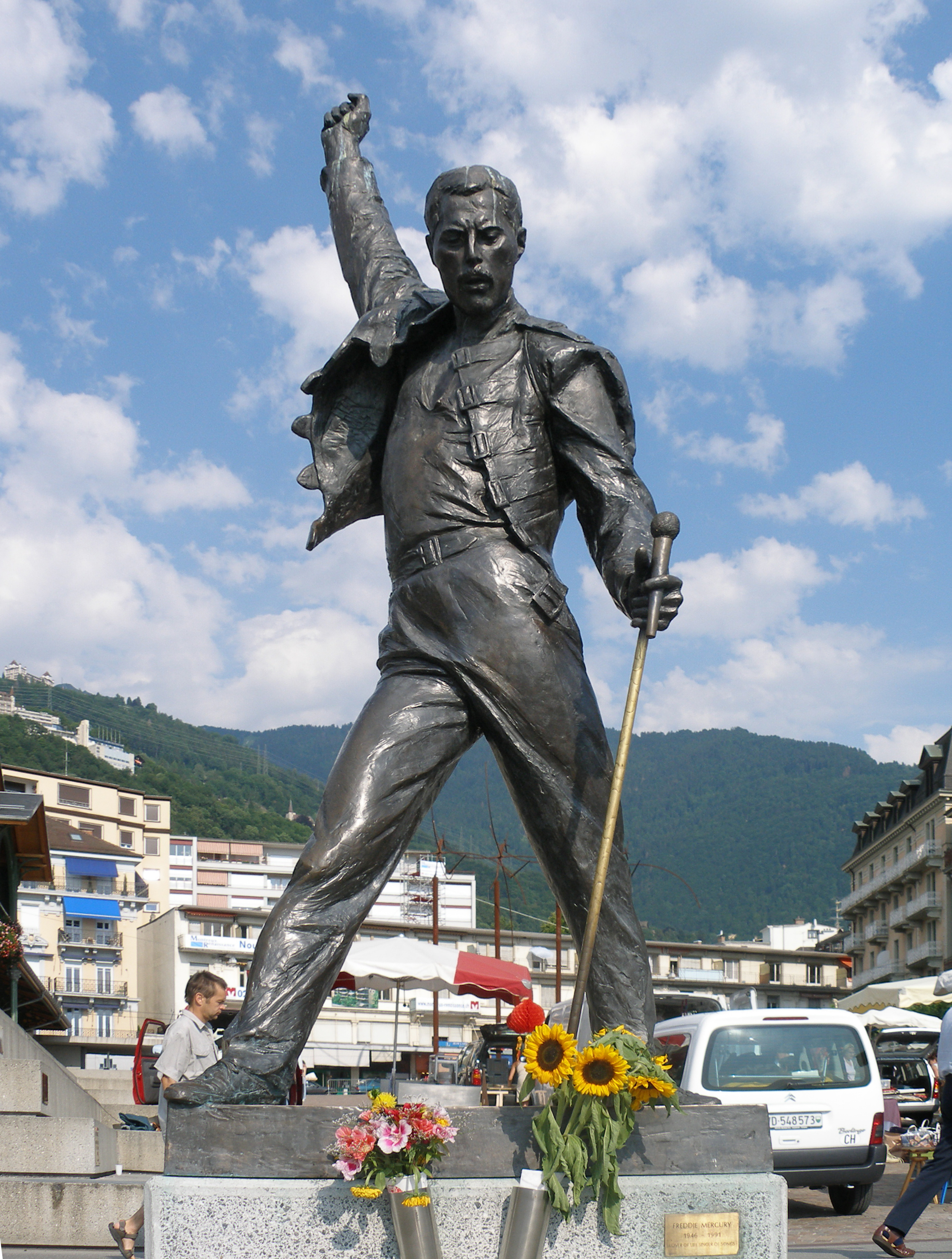
Скульптор И. Седлецка. Памятник Фредди Меркьюри в Монтрё
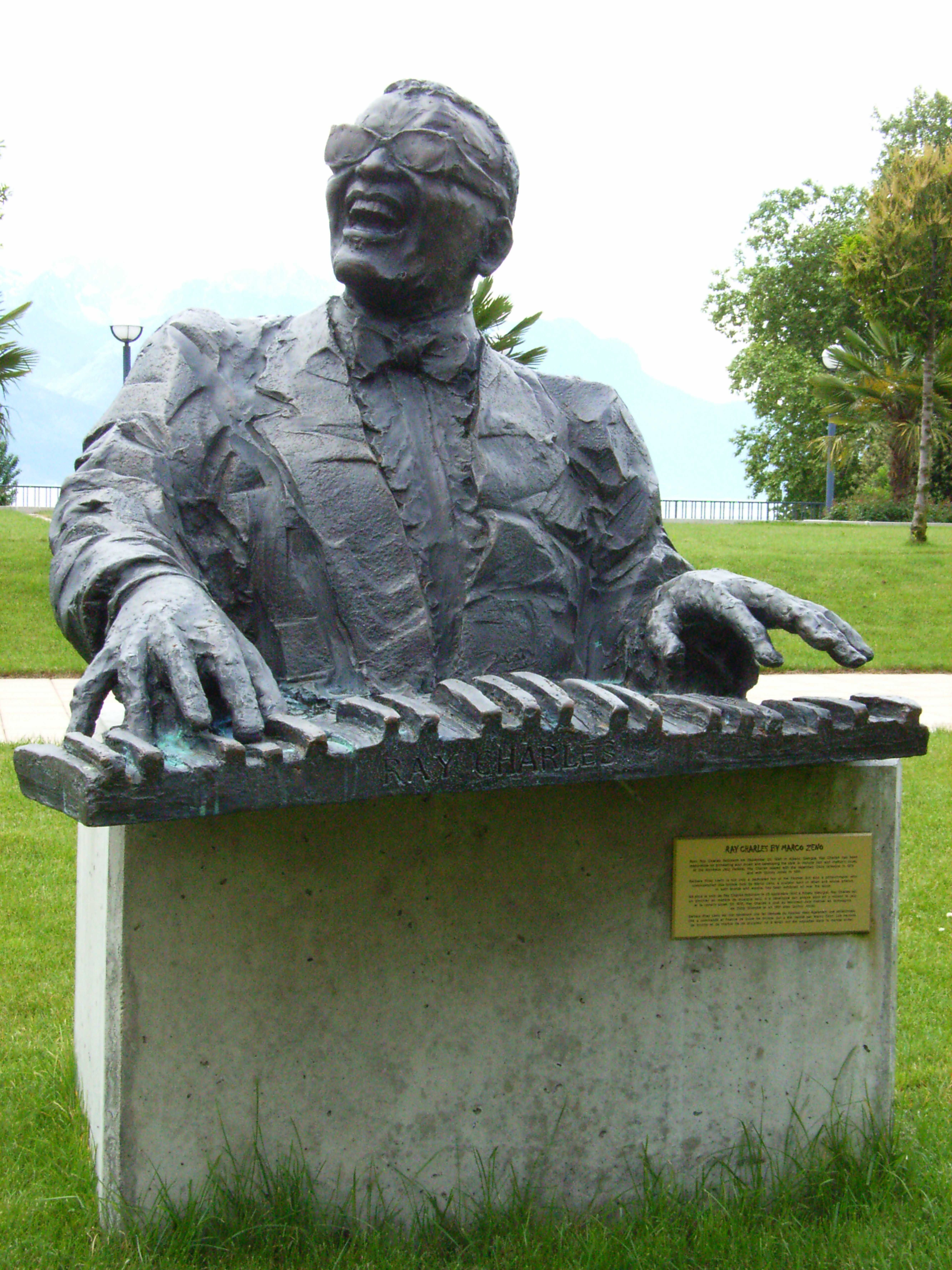
Памятник Рэю Чарльзу